# Lauzerte
 Lauzerte  es una comuna y población de Francia, en la región de Occitania, departamento de Tarn y Garona, en el distrito de Castelsarrasin. Es cabecera del cantón homónimo.
Su población en el censo de 1999 era de 1.487 habitantes.
Está integrada en la Communauté de communes Communauté de communes Quercy Pays de Serres.

## Demografía
| 1816 | 1802 | 1654 | 1635 | 1529 | 1487 |
| Para los censos de 1962 a 1999 la población legal corresponde a la población sin duplicidades (Fuente: INSEE [Consultar]) |      |      |      |      |      |